# Goethe-Institute in Deutschland
Die Goethe-Institute in Deutschland bilden eine der weltweit 13 Regionen des Goethe-Instituts e. V. Ihr Aktionsraum ist auf Deutschland und Österreich beschränkt. Die Goethe-Institute in Deutschland gehören zum so genannten Eigenmittelbereich, erhalten also keine Steuergelder und finanzieren sich vornehmlich durch den Vertrieb von Deutschkursen und -prüfungen. Über 25.000 Menschen nahmen 2019 an den Deutschkursen in Deutschland teil.

## Tätigkeit
Aufgabe des Goethe-Instituts e.V. ist die Förderung der deutschen Sprache, die Pflege der kulturellen Zusammenarbeit sowie die Vermittlung eines umfassenden Deutschlandbilds. In Deutschland liegt der Schwerpunkt in der Vermittlung von Deutsch als Fremdsprache, der Durchführung von Deutschprüfungen sowie der Fortbildung von Deutschlehrern.
Die Goethe-Institute in Deutschland arbeiten darüber hinaus im Bereich Migration und Integration.

## Institute und andere Kursorte

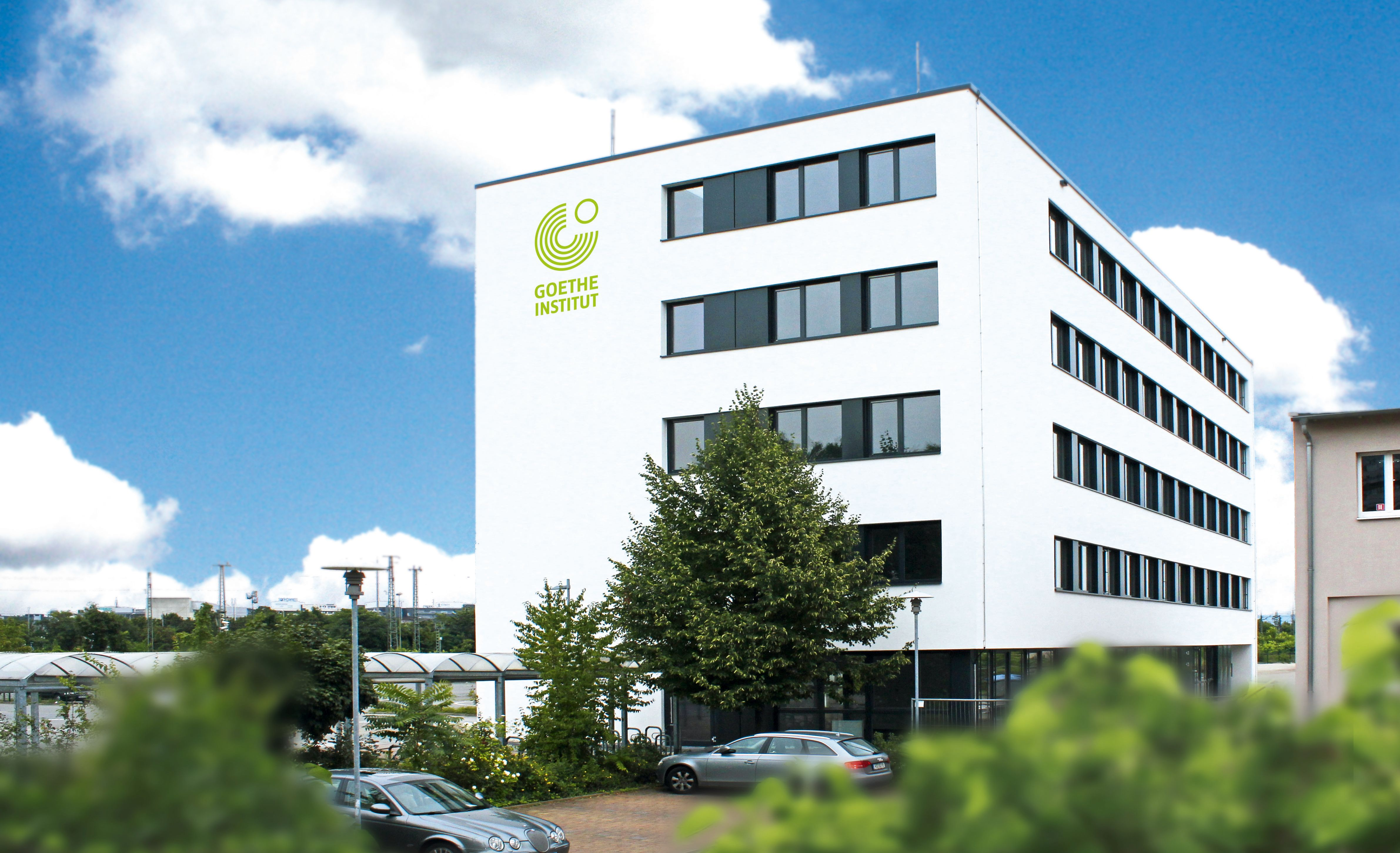
Goethe-Institut in Mannheim

Es gibt insgesamt zwölf Institute in Deutschland. Hinzu kommen zwei Sommerkursstandorte in Heidelberg und Wien, die in den Monaten Juni bis September betrieben werden. In den Sommermonaten finden an über 15 Standorten außerdem Jugendkurse statt.
| Institutsstandort | Gründung |
| ----------------- | -------- |
| Berlin            | 1960     |
| Bonn              | 1985     |
| Bremen            | 1981     |
| Dresden           | 1996     |
| Düsseldorf        | 1984     |
| Frankfurt         | 1983     |
| Freiburg          | 1971     |
| Göttingen         | 1973     |
| Hamburg           | 2002     |
| Mannheim          | 1980     |
| München           | 1980     |
| Schwäbisch Hall   | 1965     |

## Geschichte
Die Gründung des Goethe-Instituts als Nachfolgeinstitution der Deutschen Akademie im Jahr 1951 ist eng mit ihren Aktivitäten in Deutschland verknüpft. Am 1. Mai 1953 wurde das erste Institut, damals als innerdeutsche Zweigstelle „Unterrichtsstätte“ genannt, in Bad Reichenhall eröffnet. Am 1. Juni 1954 folgte Murnau und am 1. Februar beziehungsweise 1. März 1955 eröffneten die Unterrichtsstätten im Landgut Burg bei Stuttgart beziehungsweise in Kochel. Die Zahl der Einrichtungen steigerte sich bis zum Ende der fünfziger Jahre auf zwölf. Die Unterrichtsstätten waren stets in Kleinstädten angesiedelt, da hier die Unterbringungskosten geringer waren und man davon ausging, dass sich die Kursteilnehmer so besser auf das Lernen konzentrieren konnten.
Im November 1960 kam es zur Gründung der Unterrichtsstätte Berlin, die überwiegend unter politischen Gesichtspunkten zu werten ist. Nach der sogenannten Berlin-Krise 1958 war eine verstärkte Präsenz der Bundesrepublik gewünscht. Seitdem zeigte sich eine derart hohe Beliebtheit der Kursteilnehmer für Berlin, dass in der Folgezeit weitere Goethe-Institute in deutschen Großstädten gegründet wurden.

## Vorwurf der Scheinselbstständigkeit von Honorarlehrkräften im Inland
Im Februar 2017 wurden in Folge einer seit 2014 laufenden Überprüfung der 13 Standorte des Goethe-Instituts in Deutschland (Stand: 2020) durch die Deutsche Rentenversicherung (DRV) bekannt, dass der größte Teil der Sprachkursdozenten nicht sozialversicherungspflichtig angestellt war, sondern lediglich fortlaufend Honorarverträge jeweils für die Dauer eines Kurses erhielt. Die Rentenversicherung leitete daraufhin Prüfungen ein, ob das Goethe-Institut als Arbeitgeber über Jahre systematisch Sozialversicherungsbetrug begangen habe. Sie äußerte den Verdacht, die überwiegende Zahl der Lehrkräfte der Standorte  in Deutschland seien womöglich als Scheinselbständige beschäftigt worden. 400 Verträge wurden daraufhin geprüft. Das Goethe-Institut teilte seinerseits mit, dass es die Auffassung der Rentenversicherung nicht teilte. Zugleich beendete das Goethe-Institut nach Informationen der Gewerkschaft Erziehung und Wissenschaft (GEW) die Zusammenarbeit mit 80 % seiner Sprachlehrkräfte, und ein Großteil der Sprachkurse im Inland wurde deshalb abgesagt. Für die GEW stand damit das Geschäftsmodell der Standorte in Deutschland in Frage. – Im Januar 2020 kam die DRV abschließend zu dem Ergebnis, dass es sich bei den Honorarlehrkräften durchaus um Selbstständige, und nicht um sozialversicherungspflichtige Arbeitnehmer des Goethe-Instituts handelt. Die GEW bezeichnete hingegen das Urteil der DRV als „einen Schlag ins Gesicht der Lehrkräfte“.

## Auszeichnungen
Im Jahr 2019 wurden die Goethe-Institute in Deutschland auf Grundlage einer Verbraucherumfrage vom Handelsblatt als das beste Sprachlehrinstitut Deutschlands ausgezeichnet. Ebenso ergab eine Nutzerumfrage im Auftrag des Stern, dass die Goethe-Institute in Deutschland die beste Lernqualität sowie das beste Preis-Leistungs-Verhältnis unter den Sprachlehrinstituten bieten.
Nach einer Verbraucherumfrage im Auftrag der Wirtschaftswoche wurden die Goethe-Institute in Deutschland 2020 als deutschlandweit bester digitaler Bildungsanbieter ausgezeichnet. Seit 2010 wird das Goethe-Institut von der berufundfamilie gGmbH, einer Initiative der gemeinnützigen Hertie-Stiftung, als familienfreundliches Unternehmen zertifiziert.